# Спаське міське поселення (Спаський район)
Спа́ське міське поселення (рос. Спасское городское поселение) — міське поселення у складі Спаського району Пензенської області Росії.
Адміністративний центр та єдиний населений пункт — місто Спаськ.

## Населення
Населення — 7085 осіб (2019; 7442 в 2010, 7628 у 2002).